# Garawastu
Garawastu is een bestuurslaag in het regentschap Majalengka van de provincie West-Java, Indonesië. Garawastu telt 2252 inwoners (volkstelling 2010).